# Eulygdia tindzinaria
Eulygdia tindzinaria là một loài bướm đêm trong họ Geometridae.